# توکوگاوا آتسوشی

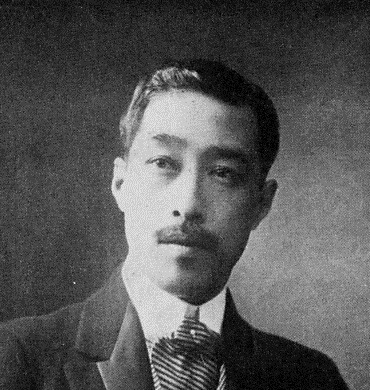
توکوگاوا آتسوشی

توکوگاوا آتسوشی (به ژاپنی: 德川 厚 とくがわ あつし)، (۲ سپتامبر ۱۸۷۴ (۷ دوره میجی) - ۱۲ ژوئن ۱۹۳۰ (۵ دوره شووا) تاجر، سیاستمدار و چهره سرشناس ژاپنی بود. او عنوان بارون و تخلص ریوزان را داشت.
او به عنوان مدیر بیمه آتش‌سوزی و دریایی تومی (که اکنون بیمه آتش‌سوزی و دریایی نیشین نام دارد) و عضو مجلس اعیان خدمت کرد.
او چهارمین پسر پانزدهمین شوگون، توکوگاوا یوشینوبو از همسر غیراصلی اش ناکانه ساچی بود.